# Familjen Bonniers professur i företagsekonomi

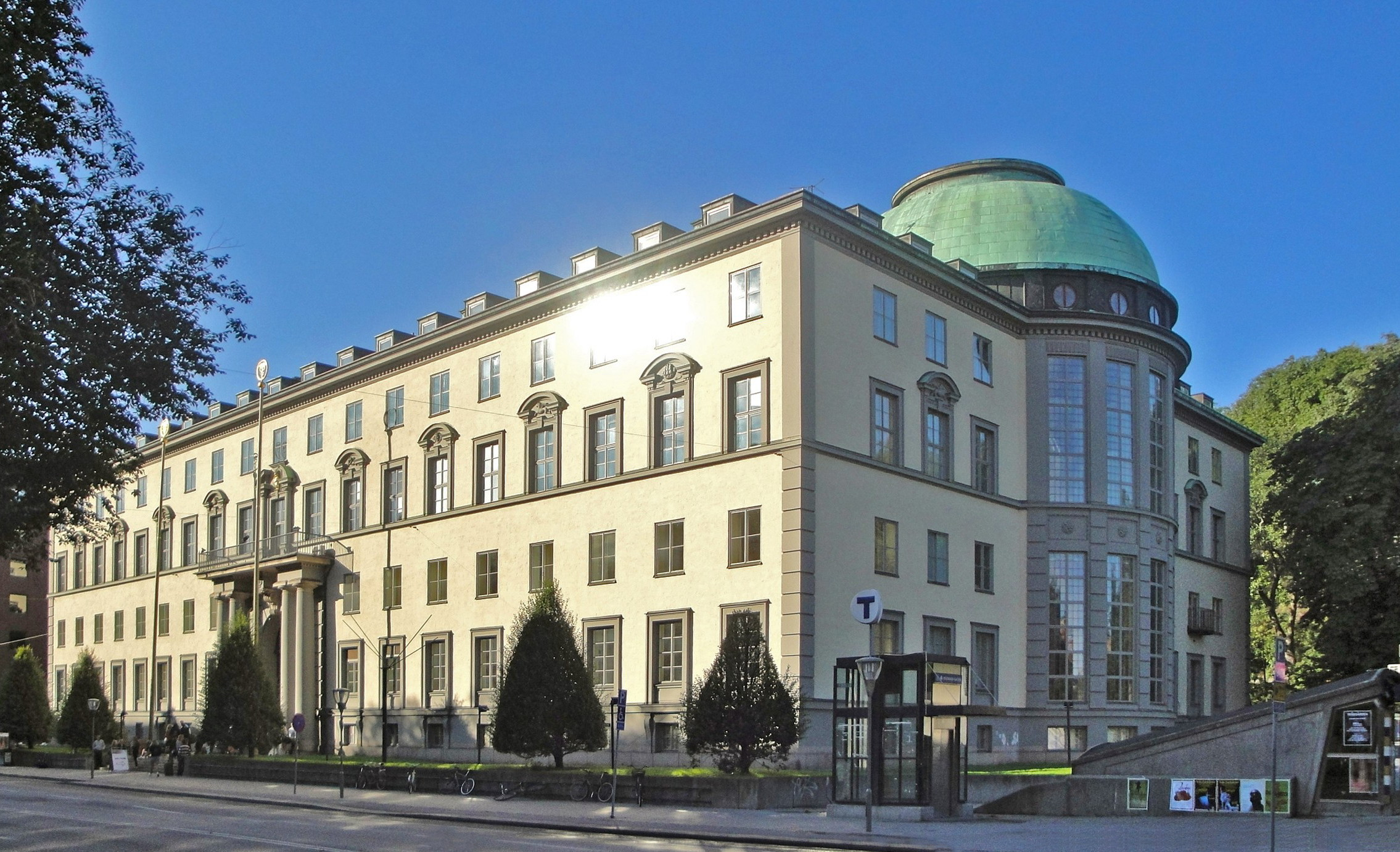
Familjen Bonniers professur i företagsekonomi är en donationsprofessur vid Handelshögskolan i Stockholm

Familjen Bonniers professur i företagsekonomi med särskild inriktning mot media är en donationsprofessur i företagsekonomi, med särskild inriktning mot media vid Handelshögskolan i Stockholm. Professuren inrättades år 2006 genom en donation från familjen Bonnier, på initiativ av Carl-Johan Bonnier. Carl-Johan Bonnier är vice ordförande i Handelshögskoleföreningen, vice ordförande i Handelshögskolan i Stockholms direktion och utsågs 2005 till hedersdoktor vid Handelshögskolan i Stockholm. Nuvarande innehavare av professuren är professor Richard Wahlund vid Handelshögskolan i Stockholm.

## Innehavare
1. Richard Wahlund 2006-